# 本溪保卫战
本溪战役，中共亦称本溪保卫战。是第二次国共内战中，双方在东北的一次战役。1946年4月1日开始国军大举进攻本溪地区，受到东北民主联军辽东军区部队的阻击。国军增调兵力。5月3日－6日，东北民主联军撤出战斗。

## 历史
1946年3月21日，新六军从北、西两路攻克东北民主联军第三纵队防守的辽阳市。1946年3月31日至4月2日，新六军新编第22师从辽阳南下攻克第四纵队防守的鞍山市。第四纵队撤到辽阳以东安平地区。

### 第一次本溪战鬥
1946年4月1日，国军第52军第25师从抚顺、新六军第14师从辽阳，两路夹击本溪。
战斗经过：
- 第52军第25师在抚顺县的石人厂、三人淘、大甸子（今属拉古满族乡的行政村）地区遭到三纵七旅及第29团反击，退到山城子（今属塔峪镇行政村）一带。
- 新六军第14师进攻铧子沟，遭三纵八旅24团与辽东军区警卫团、辽东军区炮兵团的顽强抗击，伤亡上千人。

战后，毛泽东致电彭真、林彪：本溪的胜利，“比能引起与我有利之变化。望通令全军鼓励士气，粉碎顽军之进攻”。

### 第二次本溪战鬥
4月7日，国军第25、第14师和新增调的第182师第545团，兵分3路向本溪发起第2次进攻。
作战经过：
- 左路第25师进攻三纵七旅、九旅结合部，攻至小四家屯、石家富屯地区。九旅反击下，25师转入防御。七旅、九旅迂回包围25师1个团，激战四昼夜，歼敌1800人，击伤师长刘世懋。三纵追击后撤的25师逼近沈阳东关。
- 中路第182师第545团于8日进至荒山子、班家寨（均属今桃仙街道）地区后，见左邻第25师进攻受阻，也停滞不前。
- 右路第14师试图救援左路第25师，向北迂回侧击三纵主力。被四纵十旅阻击于金钟山地区。9日黄昏十旅与八旅实施反击，战至10日，于长岭子（今属苏家屯区沙河铺镇行政村）地区追歼第14师副师长以下1300余人。

### 第三次本溪战鬥
4月20日，第3纵队主力奉命北上参加保卫四平作战。国军趁机以5个师共5万余人于4月28日分3路进攻本溪。部署为：
- 左路第52军主力：三纵第9师、辽宁保安第3旅第7团、辽东军区警卫团阻击。
- 中路新编第6军新编第22师、第14师；四纵阻击。
- 右路第71军第88师：四纵阻击。

战至5月1日，因防御正面过宽，兵力不足，陷入被动。5月2日，左路第52军在空军支援下突破第9师塔山阵地，并沿公路、铁路急进，于5月3日下午攻占本溪。

## 结果
历时1个月，辽东军区部队共毙伤俘国军4000余人，牵制其5个师的兵力于南满，配合四平保卫战。但本溪失守后，新六军移师开原，从右路迂回四平战场，取得了四平街战役的决定性的战役胜利。